# Aleksandr Tihonov
Aleksandr Tihonov (n. 2 ianuarie 1947, Uyskoye⁠(d), RSFS Rusă, URSS) este un biatlonist ce a reprezentat Uniunea Republicilor Sovietice Socialiste, medaliat olimpic. A participat la 4 ediții ale Jocurilor Olimpice (1968, 1972, 1976, 1980) în care a câștigat 4 medalii de aur și o medalie de argint.